# Тиль Уленшпигель (балет)
«Тиль Уленшпи́гель» (фр. Till Eulenspiegel; нем. Till Eulenspiegel) — одноактный комедийно-драматический балет в постановке В. Ф. Нижинского на музыку симфонической поэмы «Весёлые проделки Тиля Уленшпигеля» Р. Штрауса (op. 28, 1895) на либретто балетмейстера в оформлении Р. Э. Джонса. Первый показ состоялся 23 октября 1916 года силами труппы Русский балет Дягилева, Манхэттенская опера, Нью-Йорк. 

## История
Балет был поставлен во время вторых гастролей в США части труппы Русский балет Дягилева, когда коллективом руководил Нижинский. После первых гастролей в Северной Америке Отто Кан предложил Сергею Дягилеву новое турне по континенту с обязательным участием в нём Вацлава Нижинского, который согласился на участие в гастролях только при условии единоличного руководства труппой — как без Дягилева, так и без Григорьева. Уступая управление труппой Дягилев осознавал степень риска, но принял предложение, поскольку кроме летнего ангажемента в Испании во время войны контрактов в Европе не предвиделось. Режиссёром был назначен Николай Кремнёв. Сергей Дягилев, Сергей Григорьев и некоторые артисты труппы, среди которых были Леонид Мясин, Станислав Идзиковский, Любовь Чернышёва и ещё 14 танцовщиков, остались в Европе для подготовки следующего Русского сезона. Дягилев отказался от участия в проведении гастролей, хотя ему пришлось оказывать некоторое содействие по их руководству из Рима. 
Нижинский стал готовить постановку «Тиля», герой которого был близок балетмейстеру по духу своим воинственным шутовством и быстрой сменой масок. Девизом в своей работе постановщик избрал слова «Надо заставить смеяться» (фр. pour faire rire), которыми направлял сценографа Роберта Эдмонта Джонса. До встречи с Нижинским Джонс боялся прославленного гения, но при личном знакомстве танцовщик расположил к себе художника своей простотой. В 1945 году Джонс вспоминал: «В его глазах беспокойство. Он смотрит нетерпеливо, озабоченно, необычайно умно. Он кажется усталым, скучающим, возбуждённым в одно и то же время. И я замечаю за ним странную привычку обкусывать до крови кожу но краям больших пальцев». Согласно Красовской, в имени Уленшпигель сочетаются слова «сова» и «зеркало», обозначающие «зерцало мудрости». Балетмейстер и художник договорились оформить занавес в виде пергаментного листа книги с эмблемой сидящей на зеркале совы. Красочные костюмы были выполнены в готическом стиле с чрезмерным нарушением пропорций: женские причёски достигали уровня шпилей на декорации, шлейфы платьев разворачивались на всю сцену. Мизансцены напоминали рисунки Дюрера и ситуации Рабле, в неуловимом Тиле воплощался образ танцовщика разных эпох.
По свидетельству Григорьева, среди участников американских гастролей начались «разногласия по поводу распределения ведущих партий, а также составления программ». Нижинский не обладал опытом управления коллективом. На его телеграмму с просьбой прибыть в Америку и оказать помощь Дягилев и Григорьев ответили отказом: «Григорьев отклоняет честь присоединиться к труппе, пока Вы ею руководите». У занятого во всех спектаклях Нижинского не хватало времени на осуществление замысла постановки нового балета. Осознавая, что его премьера не успевает к сроку, Пьер Монтё отказался от управления оркестром. Пытаясь не нарушить условия контракта, Нижинский был вынужден выпустить на сцену сырую и недоработанную постановку. За несколько дней до первого показа случилось ещё одно несчастье — Нижинский подвернул ногу, и премьеру пришлось отсрочить на две недели. Последними репетициями Нижинский руководил лёжа. Первое исполнение местами походило на импровизацию. Григорьев отметил, что премьера балета «Тиль Уленшпигель» провалилась, а также уникальную особенность постановки в истории труппы — ни Дягилев, ни Григорьев балет не видели. Кроме того гастроли подорвали репутацию труппы до такой степени, «что в Северной Америке Балет Дягилева никогда больше не мог появиться».
Несмотря на распространённое мнение о провальности балета, Е. Я. Суриц отозвалась о «Тиле Уленшпигеле» как об интересном спектакле, а также как о «не лишённом, по-видимому, достоинств» балете. В. М. Красовская называла балет пророческим и высоко оценила работу: «Настроенный на сверхчувствительные токи художественной интуиции, Нижинский поставил последний, быть может, самый примечательный свой балет». Красовская ощутила тесную связь между словами из дневника балетмейстера «Достоевский был великим писателем, который изобразил под личиной разных героев собственную жизнь» и постановкой «Тиля»: «балет вобрал метампсихозы Нижинского на сцене и реальные потрясения его короткой сознательной жизни».
Трудности при проведении американских гастролей и воплощении данной постановки, связанные с ними переживания, по мнению участников событий, стали результатом первых проявлений душевной болезни балетмейстера. В 1917 году во время гастролей в Латинской Америке «странное поведение становилось более очевидным», когда Нижинский уже испытывал манию преследования. В 1919 году Нижинского пришлось поместить в клинику.

## Премьера
- 1916, 23 октября — первый показ комедийно-драматического балета в одном акте «Тиль Уленшпигель» в Манхэттенской опере, Нью-Йорк. Музыка Рихарда Штрауса, хореография и либретто Вацлава Нижинского, оформление Роберта Эдмонда Джонса[2]. Дирижёр Ансельм Гётцль[3] (Гетцель[10], Anselm Goetzl[17]), режиссёр Николай Кремнёв. Основные исполнители: Тиль — Вацлав Нижинский, Неле — Флора Ревай[1] (Реваль[18], Ревальес[2], Flora Revalles[17])

## Возобновление
- 1994, 9 февраля — возобновление постановки Нижинского в Парижской опере, балетмейстер Патрис Бар (Patrice Bart)[19]

## Другие постановки
Симфоническая поэма Рихарда Штрауса привлекала других хореографов, осуществивших собственные постановки:
- 1933, 18 мая — «Тиль Эйленшпигель», единственный показ танцевально-пантомимических сцен (мини-балет[20]) на выпускном спектакле Ленинградского хореографического училища, Ленинградский государственный театр оперы и балета им. Кирова, сценарист и дирижёр Е. А. Мравинский, балетмейстер Л. В. Якобсон, художник Н. И. Никифоров; Тиль — В. В. Фидлер, Неле — И. Л. Каплан[3], Мать — Н. Е. Шереметьевская, Отец — Б. Я. Фенстер, Богослов — В. А. Варковицкий[21]
- 1949, 9 ноября — Балет Елисейских полей, Париж; сценарист и балетмейстер Ж. Бабиле, художник Т. Кьоу; Тиль — Ж.

Бабиле, Неле — Д. Дарманс
- 1951, 14 ноября — «Весёлые забавы Тиля Уленшпигеля», труппа  Нью-Йорк Сити балет, либретто и хореография Дж. Баланчина, сценография Э. Франсе; Тиль —  Дж. Роббинс[3]

Одноимённые балеты на музыку других композиторов
- 1965, 27 марта — музыка композитора У. Кёддерича, сценарий X. Шрайбера, балетмейстер Э. Кёлер-Рихтер, художник И. Шубе; Тиль — Б. Иттерсхаген, Неле — М. Любиц, Филипп — И. Рихтер. Лейпциг[3]
- 1974, 29 декабря — «Легенда об Уленшпигеле», премьера балета в 3 актах в Минском театре оперы и балета на музыку Е. А. Глебова, сценарий и постановка балетмейстера О. М. Дадишкилиани, художник В. Я. Левенталь, дирижёр Т. М. Коломийцева; Тиль — В. В. Саркисян, Неле — Л. Г. Бржозовская, Филипп — В. А. Камков[3]
  - 1975 — М. С. Заславский, Львов[3]
  - 1976 — В. Н. Бугримович, Челябинск[3]
  - 1977 — В. Н. Елизарьев, Ленинградский театр им. Кирова; возобновление в Минском театре оперы и балета в 1978 году[3]
- 1977 — балетмейстер Э. Сюльвестерссон, Хельсинки[3]